# Sylvanie Burton
Sylvanie Burton (* 1964 in Salybia) ist eine Politikerin und Friedensrichterin aus Dominica, die seit 2023 als Präsidentin von Dominica fungiert, nachdem sie bei den dominicanischen Präsidentschaftswahlen 2023 gewählt wurde. Sie ist die erste Frau und die erste indigene (Kalinago) Präsidentin von Dominica.

## Karriere
Burton hat einen Master-Abschluss in Projektmanagement, den sie an der University of Manchester, England, und einen Bachelor-Abschluss in ländlicher Entwicklung, den sie an der St. Francis Xavier University, Kanada, erworben hat. Burton war seit 2014 als Staatssekretärin in verschiedenen Ministerien tätig, und zwar in den Ministerien für Gemeindeentwicklung, Umwelt, Modernisierung des ländlichen Raums, Aufwertung der Kalinago und Stärkung der Wahlkreise, auswärtige Angelegenheiten, Handel, Jugend und soziale Dienste. Zuvor hatte Burton auch die Position des Entwicklungsbeauftragten im Ministerium für Kalinago-Angelegenheiten inne.
Burton wurde von der DLP-Regierung unter Roosevelt Skerrit als Nachfolgerin des scheidenden Präsidenten Charles Savarin nominiert. Ihre Nominierung wurde vom Oppositionsführer Jesma Paul Victor abgelehnt, was zu einer Wahl im Parlament gegen die Kandidatin der Opposition Anette Sanford führte, die sie mit 20:5 Stimmen gewann.